# Olympische Sommerspiele 2008/Teilnehmer (Malawi)
| Gelbes Symbol für Goldmedaillen mit stilisierten Olympischen Ringen | Graues Symbol für Silbermedaillen mit stilisierten Olympischen Ringen | Braundes Symbol für Bronzemedaillen mit stilisierten Olympischen Ringen |
| ------------------------------------------------------------------- | --------------------------------------------------------------------- | ----------------------------------------------------------------------- |
| —                                                                   | —                                                                     | —                                                                       |

Malawi nahm bei den Olympischen Sommerspielen 2008 in Peking zum achten Mal an Olympischen Sommerspielen teil. Die Delegation umfasste vier Athleten.

## Teilnehmer nach Sportarten

### Leichtathletik
- Chauncy Master
Männer, 1500 m: im Vorlauf ausgeschieden
- Lucia Chandamale
Frauen, 5000 m: im Vorlauf ausgeschieden

### Schwimmen
- Charlton Nyirenda
Männer, 50 m Freistil: im Vorlauf ausgeschieden
- Zahra Pinto
Frauen, 100 m Freistil: im Vorlauf ausgeschieden